# Eenzijdig baardgras
Eenzijdig baardgras (Vulpia unilateralis, synoniem: Nardurus maritimus) is een eenjarige plant, die behoort tot de grassenfamilie (Poaceae).
De soort komt van nature voor in Zuidwest-Europa, Zuidwest-Azië en Noord-Afrika. De soort is inheems in Wallonië. Het aantal chromosomen is 2n = 14.
De plant wordt 5-35 cm hoog en heeft rechtopgaande of opgaande, kale, min of meer gestreepte stengels. Het borstelvormige blad is 1-5 cm lang en 0,5 mm breed. Het afgeknotte tongetje is 0,1-0,3 mm lang.
Eenzijdig baardgras bloeit in mei en juni met een 1,5-10 cm lange aar. De 2,5-7 mm lange aartjes staan naar één kant van de aarspil en hebben drie tot zeven bloemen. Het onderste, lineair-lancetvormige kelkkafje is 1,6-3 mm lang. Het bovenste, lancetvormige kelkkafje is, 3,5-5,5 mm lang, anderhalf tot tweemaal zo lang als het onderste. Het onderste, smal lancetvormige kroonkafje is 3-5 mm lang en heeft vijf nerven. De kafnaald is 4–6 mm lang. Het bovenste kroonkafje is 2,9-4,5 mm lang. De helmknoppen zijn 0,6-2 mm lang.
De vrucht is een 2,7 mm lange graanvrucht.

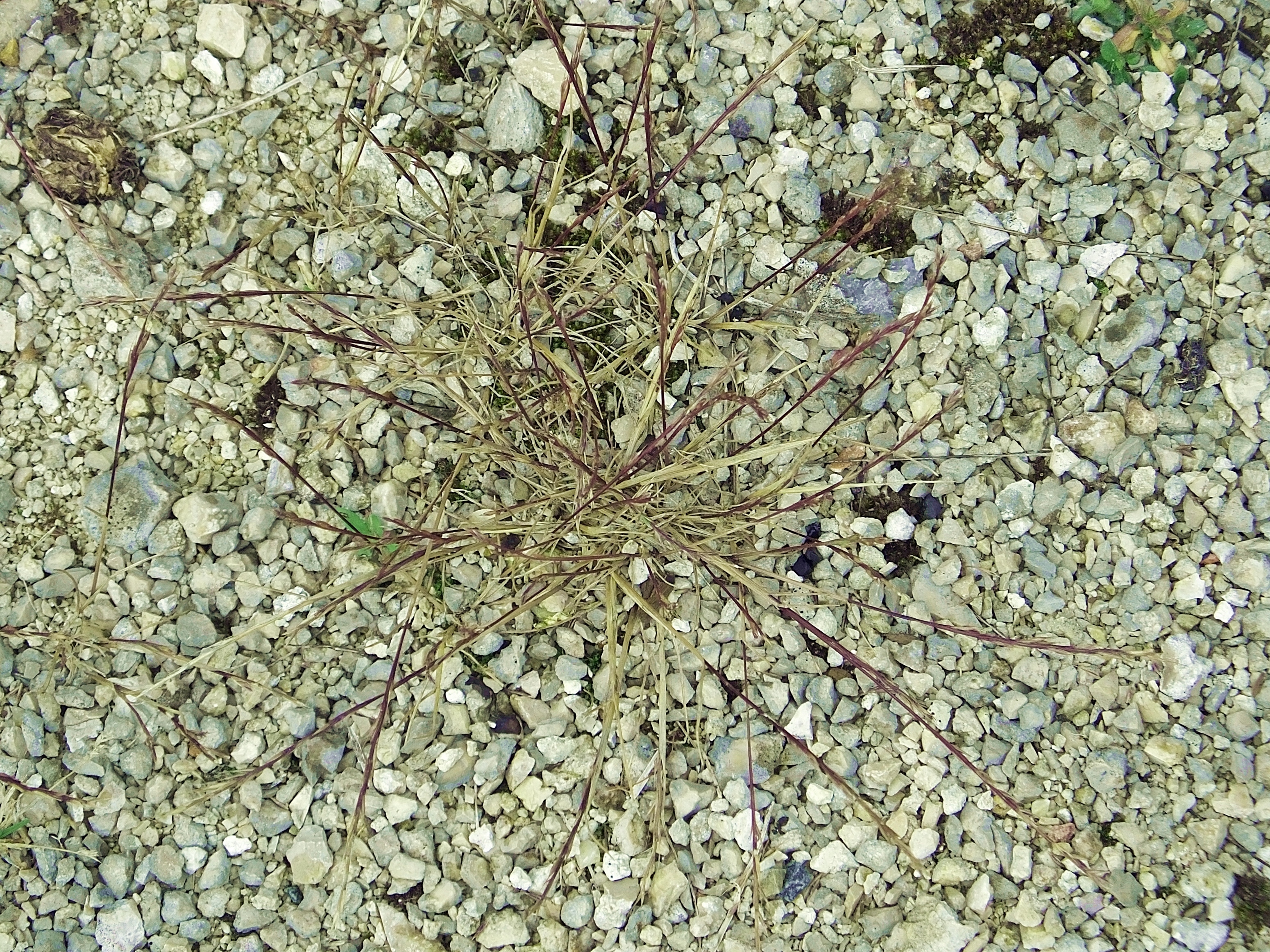
Plant
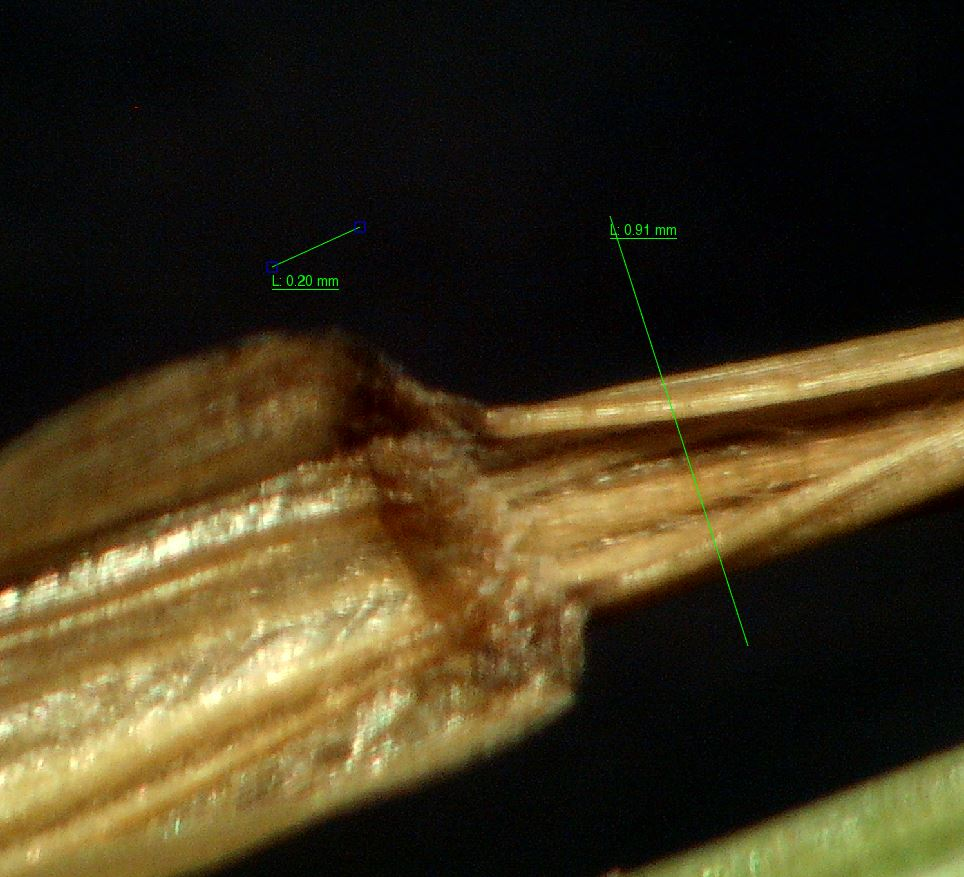
Tongetje
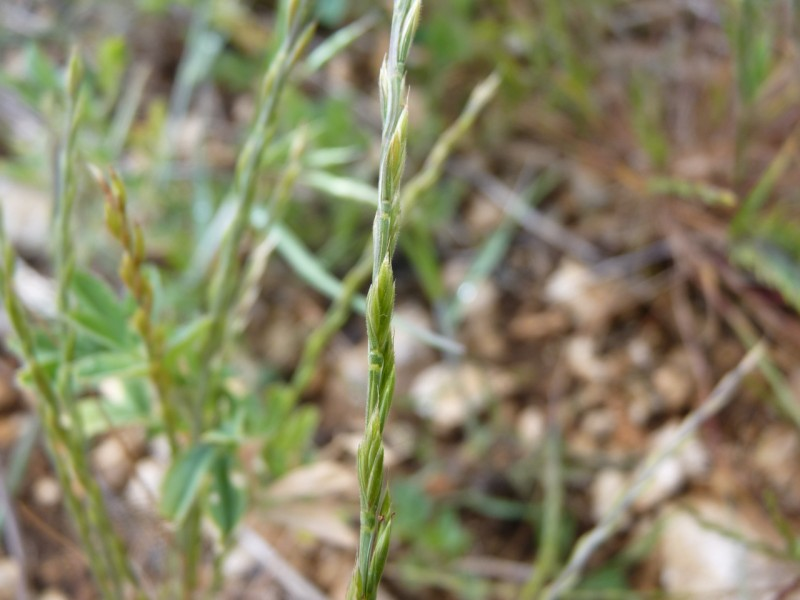
Aar
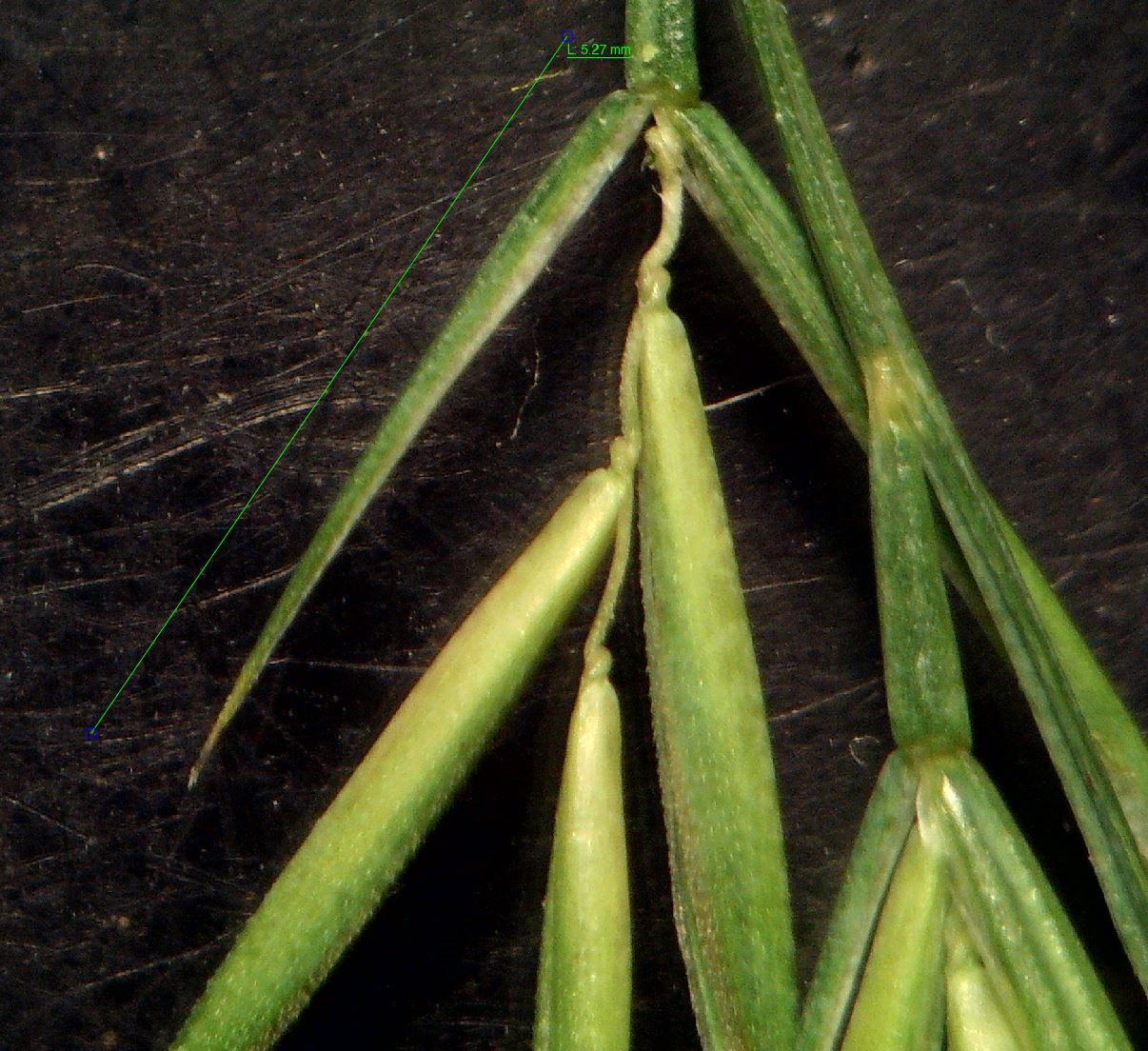
Aartje
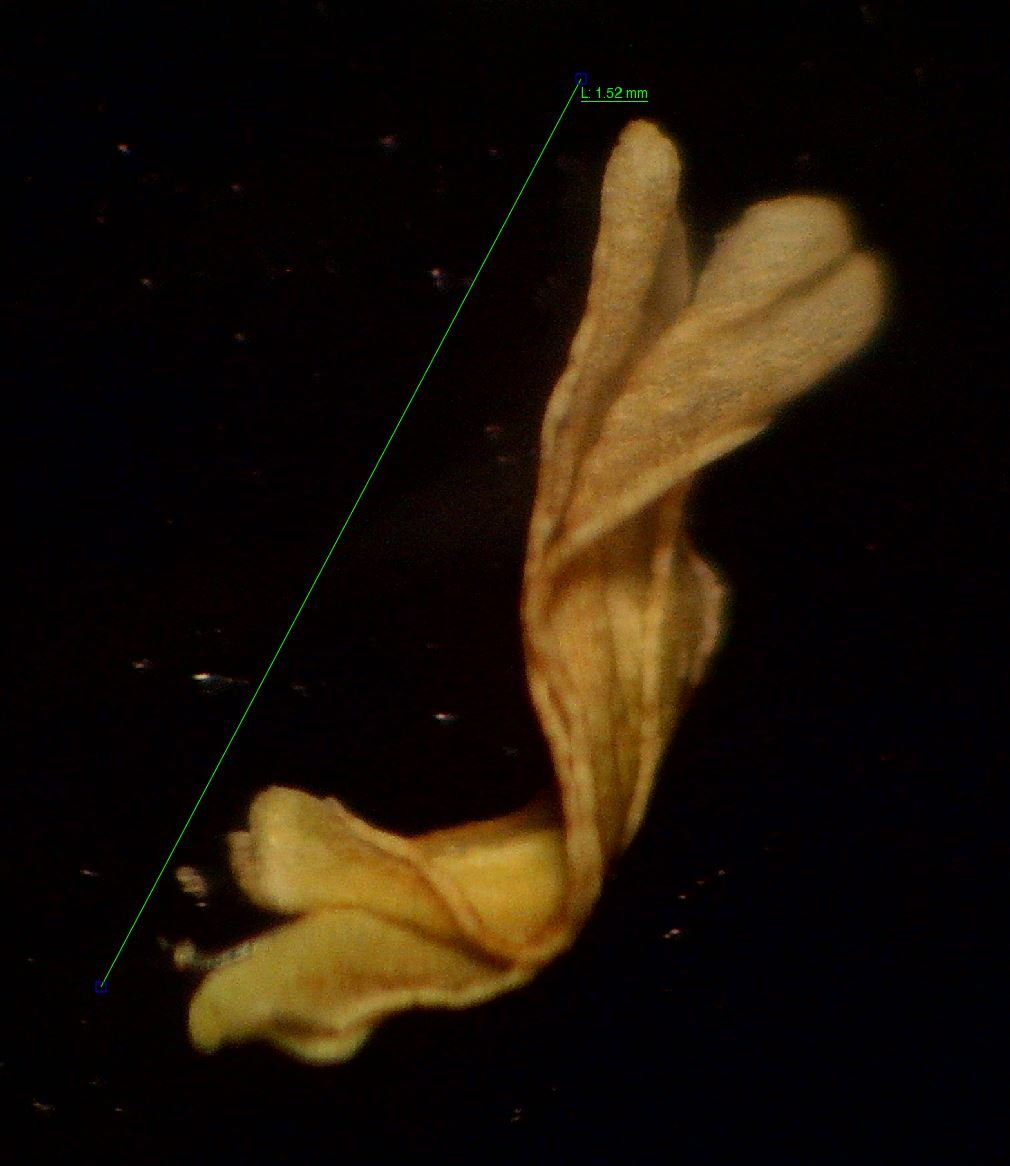
Helmhokje
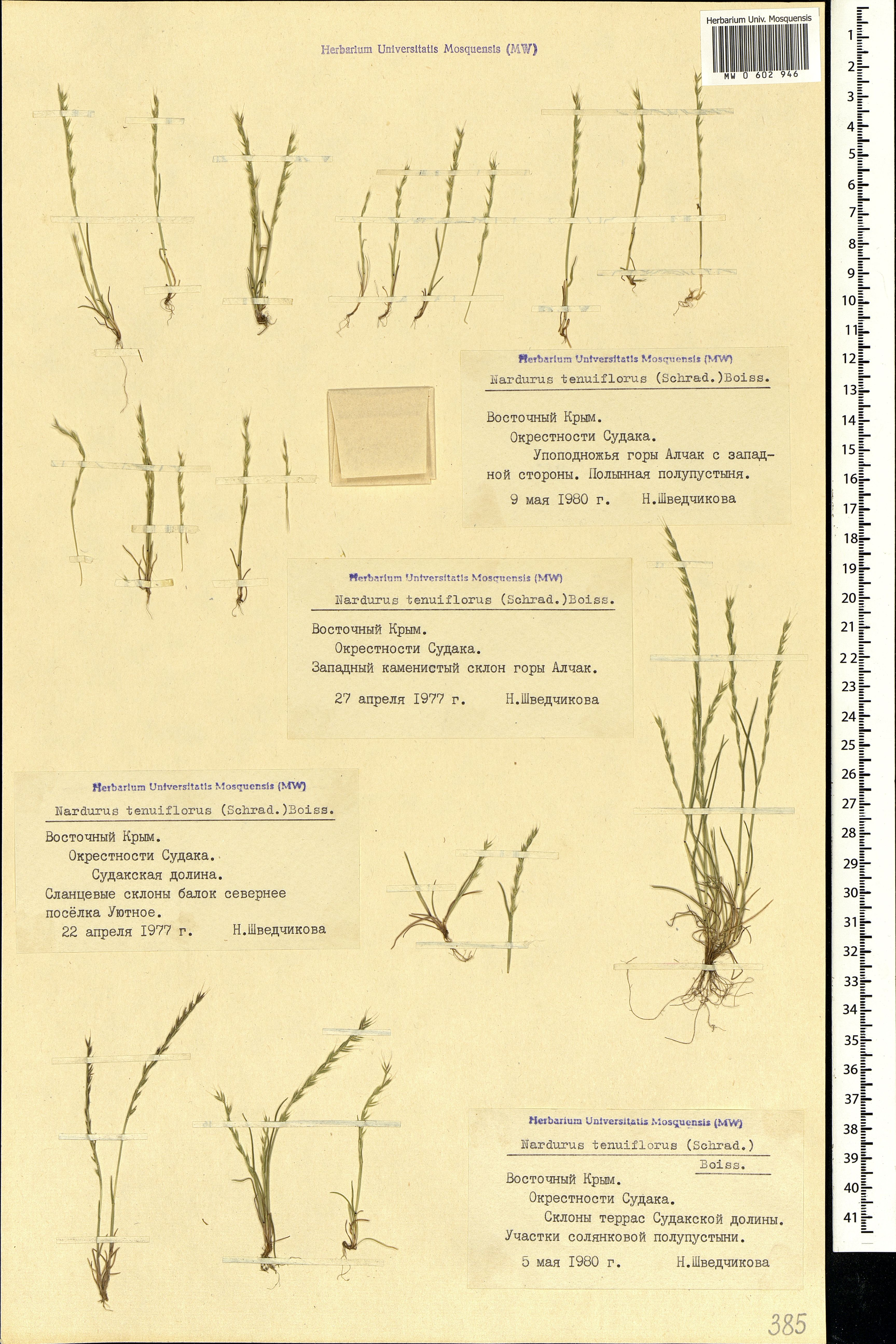
Herbarium materiaal

Eenzijdig baardgras komt voor op vrij droge, kalkrijke, vaak steenachtige grond in kalkgrasland, op muren en steenachtige plaatsen.